# Beli čaj
Beli čaj (白茶) se pridobi iz mladih, še nerazprtih vršičkov in listov pravega čajevca (kitajske različice), prekritih z belimi dlačicami, od tod ime. Isti lističi se uporabljajo tudi za izdelavo zelenega čaja, oolonga in črnega čaja - razlika med belim in zelenim čajem je, da je prvi skuhan iz prej obranih listov, pri črnem čaju in oolongu pa so lističi fermentirani.
Beli čaj pogosto vsebuje tudi brste in mlade lističe čajevca, ki vsebujejo manj teina, zaradi česar je vsebnost kofeina v belem čaju nižja od vsebnosti v zelenem čaju .
Beli čaj je posebnost kitajske province .
Lističe pridobivajo na različnih kultivarjih čajevca, najbolj razširjeni pa so kultivarji Da Bai (veliki beli), Xiao Bai (mali beli), Narcissus ter Chaicha. Gleda na način obiranja in izbire lističev beli čaj razvrščajo v različne razrede. 

## Predelava belega čaja
Beli čaj obirajo ročno, mladi lističi in brsti pa ne smejo priti v stik s kožo vse do uporabe. Beli čaj se nato suši na soncu, vendar pa ta proces ne sme trajati več kot nekaj ur, kar omogoči, da pride do rahle naravne fermentacije, med katero se lističi rahlo omehčajo in razvijejo svojo pravo naravo. Takoj po obiranju brstiče za nekaj časa izpostavijo pari, s čimer se prepreči oksidacija polifenolov. Lističe in brste nato posušijo in zapakirajo.

## Vrste belega čaja

### Kitajski beli čaji
- Bai Hao Yinzhen (白毫銀針) (srebrne iglice): beli čaj najvišjega razreda. Čaj naj bi bil svetle barve in naj bi vseboval veliko drobnih dlačic. Oblika lističev naj bi bila enaka, na njih pa naj ne bi bilo pecljev. Najboljši čaj se obira med 15. marcem in 10. aprilom, ko je na Kitajskem suho obdobje, zanj pa se uporabljajo le nepoškodovani brsti. Čaj izvira iz province Fujian na Kitajskem.
- Bai Mu Dan (白牡丹): čaj nižjega razreda od Bai Hao Yinzhena. V njem naj bi bili brsti z dvema lističema, poraščen pa naj bi bil s kratkimi srebrnimi dlačicami. Izvira iz isega področja kot Bai Hao Yinzhen. (Včasih imenovan tudi Pai Mu Tan.)
- Gong Mei （工美）: čaj tretjega razreda, ki ga pridobivajo iz čajevca Xiao Bai.
- Shou Mei （寿眉）: čaj, ki vsebuje brste in mlade lističe. Po okusu spominja na Oolong in ima med belimi čaji najmočnejši okus. Spada v četrtorazredne čaje, obirajo pa ga kasneje, zaradi česar ima čaj temnejšo barvo. Izvira iz kitajskih provinc Fujian in Guangxi.
- Beli Puerh （白普洱茶）: čaj izvira iz visokogorskih plantaž province Junan. Čaj je najvišjega kakovostnega razreda, ki se obira in predeluje ročno. Čaj ima bogat okus in prijetno aromo[3]

### Drugi beli čaji
- Ceylon White: cenjen beli čaj iz Šrilanke. Običajno dosega precej višje cene od črnih čajev iz istih področij. Čaj ima bogat okus in priokus po borovcih in medu. Barva čaja je zlato-bronasta.
- Darjeeling White: čaj, ki izvira iz Indije, točneje iz Dardžilinga. Ima nežno aromo s sladkim priokusom, barva čaja pa je bledo zlata. Čaj je lahek in nežen.
- Asamski beli čaj: redek beli čaj iz indijske province Asam. Precej nežnejši in lažji od črnih čajev iz te province. Po naravi prijetno sladek in aromatičen.
- Afriški beli čaj: redek beli čaj, ki ga pridelujejo v Malaviju in Keniji. Način pridelave je podoben načinu pridelave Bai Hao Yinzhena. Običajno ima višjo vsebnost kofeina in močnejši okus od kitajskih čajev. Po okusu bolj spominja na rumene čaje, v skodelici pa pogosto menja okus.

## Možni zdravilni učinki

### Beli čaj v primerjavi z zelenim čajem
Na Pace University so leta 2004 izvedli raziskavo, v kateri so dokazali, da vsebuje beli čaj več protivirusnih in protibakterijskih učinkovin od zelenega čaja
Beli čaj vsebuje več katehina kot zeleni čaj, kar je posledica pridelave (ker je povsem neobdelan). Vsebnost katehina je najvišja v svežih, nepoškodovanih in nefermentrianih lističih. Ena od študij je tudi dokazala, da beli čaj vsebuje več galične kisline in teobromina od zelenega čaja
Beli čaj naj bi vseboval tudi več aminokisline teanin od zelenih in črnih čajev. Ta učinkovini, ki se nahaja v brstih in mladih lističih ima sproščujoč vpliv na organizem in vzpodbuja stanje lagodnosti. 
Vsebnost kofeina je v zelenem in belem čaju približno enaka, pri obeh pa je odvisna od vrste drevesa, s katerega so listi, velikosti lističev, načina obiranja in priprave. 
Beli čaj naj bi vseboval manj fluorida in znatno več epigalkatehin galata kot zeleni čaj, kar je spet posledica uporabe mlajših lističev pri pripravi mešanice čaja .

## Priprava
Za pripravo belega čaja se po navadi uporabi od 2 do 2,5 grama lističev na 200 ml vode, kar je približno enako okoli eni in pol čajni žlički. Voda naj bi bila segreta na okoli 80 °C, čaj pa naj bi se namakal od 2 do 3 minute. Čas namakanja je odvisen od želje uporabnika, ponekod pa ga namakajo celo do 10 minut. Boljši beli čaji hitreje razvijejo polno aromo in niso grenki, čaji slabše kvalitete pa lahko malce zagrenijo in nimajo tako polne arome, kar je posledia taninov v lističih. Beli čaji se lahko uporabijo do štirikrat, vendar jih je treba vsakič namakati precej dlje (tudi do 15 minut). Za pripravo dobrega belega čaja je najpomembnejša prava temperatura vode, saj pri visokih temperaturah čaj dobi trpek in grenak priokus. Beli čaj lahko pripravimo tudi po kitajskem tradicionalnem načinu. V čajniku čajne lističe najprej splaknemo. Pustimo vodo na čajnih lističih za dve sekundi in zlijemo proč. Nato še enkrat prelijemo čajne lističe z vodo. Tokrat pustimo pet sekund in čaj odcedimo. Čaj lahko prelijemo od trikrat do šestkrat.